# Carolina Solberg Salgado
Carolina Solberg Salgado est une joueuse de beach-volley brésilienne. 

## Biographie
Carol Solberg est considérée comme l'une des étoiles montantes du sport brésilien, ayant fait forte impression sur un certain nombre de tournois au Brésil et sur plusieurs tournées à l'étranger. Elle remporte une médaille d’or au Championnat mondial des moins de 18 ans de la FIVB 2004, et de nouveau au Championnat mondial des moins de 21 ans en 2005. Sa sœur aînée, Maria Clara Salgado, est également une joueuse de beach-volley accomplie, tout comme sa mère, Isabel, l’a été. Elle est mariée au directeur artistique Fernando Young, co-lauréat du Latin Grammy 2013 pour le meilleur enregistrement.

## Polémique
En 2020, ses prises de position contre le président Jair Bolsonaro en font une des porte-parole de l'opposition au président brésilien. Condamnée par sa fédération pour menaces, elle obtient gain de cause devant la justice, arguant du fait que ceux qui soutiennent Bolsonaro dans le monde sportif (Ronaldinho, Lucas Moura, Cafu, et Neymar) ne sont pas ennuyés pour leurs prises de position.